# 石村恵美
石村 恵美（いしむら えみ、12月26日 - ）は、日本の舞台女優、声優。劇団ムーンライト所属。新潟県出身。血液型はB型。
以前はオフィス野沢に所属していた。

## 出演作品

### テレビアニメ
2003年
- シンデレラボーイ（ティンカーベル[1]）

2006年
- ラブゲッCHU 〜ミラクル声優白書〜（赤きよか）

2007年
- きらりん☆レボリューション（子供）

### 舞台
- 劇団ムーンライト
  - 「ウェディングドレスに乾杯!」（牧場子羊）
  - 「はい、チーズ!」（浅岡秋恵〈子供時代〉/山田明日香）
  - 「うちのダリアの咲いた日に」（山内美帆）
  - 「闇に咲く花」（小山民子）
  - 「WALK」（近田はな）